# Oskar Lagerblad
Oskar Fredrik Lagerblad (i riksdagen kallad Lagerblad i Karlshamn), född 9 december 1848 i Karlshamn, död 7 maj 1925 i Karlshamn, var en svensk tidningsman och politiker (liberal).
Oskar Lagerblad, som var son till en målarmästare, anställdes år 1864 som redaktör vid tidningen Karlshamn och var tidningens ägare och ansvarige utgivare 1896–1914. Han var ledamot av Karlshamns stadsfullmäktige 1884–1911 och var fullmäktiges vice ordförande 1905–1908.
Lagerblad engagerade sig tidigt för allmän rösträtt och var aktiv i både rösträttsrörelsen och nykterhetsrörelsen. Under år 1911 var han riksdagsledamot i andra kammaren för Karlshamns, Sölvesborgs och Ronneby valkrets, där han som frisinnad politiker tillhörde Liberala samlingspartiet. I riksdagen verkade han rösträttsreformer i kommunalvalen. Han skrev en egen motioner i riksdagen om införande av proportionellt valsätt vid val inom stadsfullmäktige av styrelser och utskott.